# Tokyo Skytree
Tokyo Skytree (東京スカイツリー Tōkyō Sukaitsurī) er et tv-, restaurant-, og observationstårn i Sumida i Tokyo. Det er med sine 634 meter Japans højeste bygningsværk, verdens næsthøjeste bygningsværk og verdens højeste tårn.
Styret af Tobu Railway og en gruppe af seks tv-udbydere og ledet af NHK, så udgør tårnprojektet den centrale del i et byudviklingsprojekt omkring Tokyo Skytree Station og Oshiage Station. Et at tårnets primære formål er sikre jordbaserede tv- og radiosignaler i Tokyo. Projektet var færdigt 29. februar 2012 og tårnet blev indviet 22. maj 2012.